# Tel Aviver Jahrbuch für deutsche Geschichte
Das Tel Aviver Jahrbuch für deutsche Geschichte ist eine geschichtswissenschaftliche Fachzeitschrift, die im Auftrag des Minerva Instituts für deutsche Geschichte an der Universität Tel Aviv herausgegeben wird. Im Jahrbuch werden Originalbeiträge in deutscher und englischer Sprache veröffentlicht.  
Der erste Band des Jahrbuchs wurde 1972 veröffentlicht, der erste Herausgeber war Walter Grab. Die ersten 15 Jahrgänge erschienen als Jahrbuch des Instituts für Deutsche Geschichte im israelischen Nateev-Verlag. Mit dem Band 16 (1987) wechselte das Jahrbuch Titel und Verlag, es erschien nun als Tel Aviver Jahrbuch für deutsche Geschichte im Bleicher-Verlag, Gerlingen.  Seitdem widmet sich jeder Band einem Schwerpunktthema. Mit dem Band 30 von 2002 gab es erneut einen Verlagswechsel; seitdem erscheint das Jahrbuch im Wallstein Verlag, Göttingen, der auch die früheren Bände vertreibt, soweit sie noch lieferbar sind.
Dem wissenschaftlichen Beirat der Zeitschrift gehören derzeit Gadi Algazi, Norbert Frei, Lutz Raphael, Ifaat Weiss und Christian Wiese an. Frühere Mitglieder waren Saul Friedländer, Jürgen Kocka, Reinhard Rürup, Ernst Schulin und Shulamit Volkov. 
Zusätzlich erschien zeitweise eine Reihe „Beihefte“, z. B. Beiheft 6: „Jüdische Integration und Identität in Deutschland und Österreich 1848–1918“, Reprint bei Wallstein, 2001; Nr. 9: „Juden in der Weimarer Republik“, Reprint 2001; Nr. 10: „Juden in der deutschen Wissenschaft. Internationales Symposium April 1985“ unter Leitung von Walter Grab, 1986.

## Schwerpunktthemen der Jahrbücher seit Band 16 (1987)
- 16. Deutschland in europäischer Perspektive. Studien zur vergleichenden Geschichte (1987)
- 17. Die Weimarer Republik. Demokratie in der Krise (1988)
- 18. Die Französische Revolution und Deutschland (1989)
- 19. Deutschland nach 1945. Politik, Gesellschaft, Kultur (1990)
- 20. Sozialgeschichte der Juden in Deutschland (1991)
- 21. Neuere Frauengeschichte (1992)
- 22. Zur Sozial- und Begriffsgeschichte des Mittelalters (1993)
- 23. Nationalsozialismus aus heutiger Perspektive (1994)
- 24. Deutschland und Russland (1995)
- 25. Historiographie im Umbruch (1996)
- 26. Deutschlandbilder (1997)
- 27. Historische Migrationsforschung (1998)
- 28. Neue politische Geschichte (1999)
- 29. Geschichte denken: Philosophie, Theorie, Methode (2000)
- 30. Ethnizität, Moderne und Enttraditionalisierung (2002)
- 31. Medien – Politik – Geschichte (2003)
- 32. Geschichte und Psychoanalyse (2004)
- 33. Antisemitismus, Antizionismus, Israelkritik (2005)
- 34. Geschichte und bildende Kunst (2006)
- 35. Demographie, Demokratie, Geschichte (2007)
- 36. Mütterliche Macht und väterliche Autorität (2008)
- 37. Juden und Muslime in Deutschland (2009)
- 38. Politische Leidenschaften. Zur Verknüpfung von Macht, Emotion und Vernunft in Deutschland (2010)
- 39. Holocaust und Trauma. Kritische Perspektiven zur Entstehung und Wirkung eines Paradigmas (2011)
- 40. »Die Deutschen« als die Anderen. Deutschland in der Imagination seiner Nachbarn (2012)
- 41. Deutsche(s) in Palästina und Israel, Alltag, Kultur, Politik (2013)
- 42. Politische Gewalt in Deutschland. Ursprünge, Ausprägungen, Konsequenzen (2014)
- 43. Texturen des Krieges. Körper, Schrift und der Erste Weltkrieg (2015)
- 44. Deutsche Offiziere. Militarismus und die Akteure der Gewalt (2016)
- 45. Der Orient. Imaginationen in deutscher Sprache (2017)
- 46. Geschichte und Repräsentation. Sinne – Sprache – Bilder (genannt 2018; ersch. 2019)
- 47. Karl Löwith. Welt, Geschichte und Deutung (2019; ersch. 2019)
- 48. Made in Germany: Technologie, Geschichte, Kultur. (2020; ersch. November 2020)